# Партесное пение
Парте́сное пе́ние (от позднелат. partes — партии [многоголосного музыкального сочинения], голоса́) — род православной и концертной музыки, многоголосное хоровое пение, которое используется в униатском и в православном богослужении у русских, украинцев и белорусов. Важнейший жанр партесного пения — партесный концерт.

## Краткая характеристика
Количество голосов в многоголосной партесной музыке колеблется от 3 до 12, в единичных случаях может достигать 48. Наиболее характерный музыкальный жанр, в котором нашло отражение партесное пение, — партесный концерт.
Рукописи партесного пения сохранились (например, в Национальной библиотеке Украины им. В. И. Вернадского, в Государственном историческом музее) в виде комплектов голосов, книг-поголосников (отсюда название этого рода музыки). Партитурная форма фиксации не характерна.
Для стиля партесного пения характерно использование западноевропейской музыкальной гармонии и чередование полного хора и хоровых групп (солистов), которое называется «переменным многоголосием» (термин В. В. Протопопова). «Постоянным многоголосием» Протопопов называет хоровое трёх- и четырёхголосие, в котором отсутствует противопоставление групп хора как главный композиционный приём. Вместо этого композиция строится как гармонизация знаменного распева.

## История
Родина партесного пения — католическая Италия. Из Италии пение распространилось сначала в Польшу, из Польши в Украину, а потом и Москву. Согласно В. И. Мартынову, партесное пение получило распространение сначала в униатском богослужении — после Брестской унии в XVI — первой половине XVIII века, и в малоросском и в русском православном, вытеснив древнее знаменное пение.
Инициаторами введения партесного пения были западнорусские православные братства. Открывая школы при монастырях, они вводили изучение партесного пения в братских и церковных хорах, которому сами братчики научились в католических учебных заведениях. Партесное пение пришло на смену «единогласному» (одноголосному) знаменному пению, при этом не только древняя невменная нотация была заменена на «итальянскую» пятилинейную тактовую нотацию, но и сама русская модальная гармония заменилась западной тональной системой. В Московском царстве в богослужебное употребление партесное пение введено патриархом Никоном, когда он был ещё митрополитом в Великом Новгороде, именно там он заменил древний знаменный распев на «латинский» (то есть западноевропейский, католический) «парте́с» (то есть многоголосие). Нововведение очень понравилось царю Алексею Михайловичу, который способствовал введению Никоном партеса в московских храмах. Большим любителем партеса был и Пётр I. В украинских храмах Киевской митрополии многоголосие вытеснило традиционный одноголосный распев уже в конце XVI — начале XVII веков. В Киево-Могилянской академии, построенной по образцу католических учебных заведений, был введён цикл учебных дисциплин, известный как квадривий (в его состав входила музыка, которая изучалась уже на основе западноевропейской нотации и гармонии). В Московском царстве партесное пение начало распространяться после присоединения Украины в 1654 году. Распространялось оно путём копирования украинских рукописей и вывоза певчих в контексте общей европеизации русского общества. Постепенно в России сформировалась самостоятельная школа партесного пения.
Партесное пение защищали русские теоретики музыки Иоанникий Коренев и Николай Дилецкий. Противниками введения партесного пения в практику русской церкви были ревнители православной традиции, в том числе видные церковные иерархи. Патриарх Гермоген говорил воеводе Салтыкову: «…вижу попрание истинной веры от еретиков и от вас, изменников, и разорение святых Божиих церквей; и не могу более слышать пения латинского в Москве». Запрещал его использовать и патриарх Иосиф митрополиту Никону. Против него выступили также старообрядцы и греческое духовенство.
Теоретические основы партесного пения были изложены в ряде трактатов. Самый известный из них и единственный сохранившийся (в нескольких редакциях) — «Грамматика мусикийская» Николая Дилецкого. Среди композиторов: Николай Дилецкий, Иван Домарацкий, Симеон Пекалицкий, Герман Левицкий, Василий Титов, Стефан Беляев, Николай Бавыкин, Фёдор Редриков. Многие партесные сочинения сохранились анонимно и точно не датированы.
Ныне образцы партесного пения широко публикуются, изучаются музыковедами, исполняются на концертной эстраде, записываются на звуковые носители. В настоящее время партесное пение в России стало основным в церковном богослужении.